# Emma Bendz
Emma Erika Bendz, född Holmberg 13 juni 1858 i Gärdslövs socken, Malmöhus län och uppvuxen i Äspö på Söderslätt, död 14 juni 1927, var en svensk författare. 

## Biografi
Emma Bendz var dotter till kontraktprosten Lars Paulus Holmberg och Fredrika Wilhelmina Gullander. Hon var syster till folkhögskoleföreståndaren Teodor Holmberg och gift med professorn i rättsmedicin Hans Bendz (1851–1914). De är begravda på Norra kyrkogården i Lund.